# Chrysocelis
Chrysocelis är ett släkte av svampar. Chrysocelis ingår i familjen Mikronegeriaceae, ordningen Pucciniales, klassen Pucciniomycetes, divisionen basidiesvampar och riket svampar.
| Chrysocelis | \| \| Chrysocelis gymnostemmatis \| \| \| \| \| \| Chrysocelis muehlenbeckiae \| \| \| \| \| \| Chrysocelis lupini \| \| \| \| \| \| Chrysocelis globbae \| \| \| \| \| \| Chrysocelis butleri \| \| \| \| |
|             | \| \| Chrysocelis gymnostemmatis \| \| \| \| \| \| Chrysocelis muehlenbeckiae \| \| \| \| \| \| Chrysocelis lupini \| \| \| \| \| \| Chrysocelis globbae \| \| \| \| \| \| Chrysocelis butleri \| \| \| \| |
|             | Petersonia |
|             | |
|             | Mikronegeria |
|             | |
|             | Blastospora |
|             | |
|             | Stomatisora |
|             | |
|             | Chrysocelis gymnostemmatis |
|             | |
|             | Chrysocelis muehlenbeckiae |
|             | |
|             | Chrysocelis lupini |
|             | |
|             | Chrysocelis globbae |
|             | |
|             | Chrysocelis butleri |
|             | |

|  | Chrysocelis gymnostemmatis |
|  |                            |
|  | Chrysocelis muehlenbeckiae |
|  |                            |
|  | Chrysocelis lupini         |
|  |                            |
|  | Chrysocelis globbae        |
|  |                            |
|  | Chrysocelis butleri        |
|  |                            |